# L・リーグカップ
L・リーグカップは、日本女子サッカーリーグ（L・リーグ）主催の第2の公式戦として1996年から1999年の4年間開催された大会である。

## 概要
当時のL・リーグは企業（実業団）チームの不況による廃部や外国人選手の獲得などから資金が充分賄いきれず、観客動員もJリーグ（男子）に比べて不入りの状態が続き、リーグ存続の危機に瀕していた。そこでJリーグと同じく、リーグ戦と同時期にカップ戦を開催することで人気回復に努めようと1996年6月に第1回の「OKI　Lリーグカップ96」が開催された。
大会にはL・リーグに参加する10チームを東西5チームずつに分けて1回戦総当り方式による予選リーグを行った後、各組2位までの4チームで決勝トーナメントを行うというものだった。その後この大会は1998年まで沖電気工業がスポンサーについていたが、スポンサーから撤退。（自らも女子サッカー部「OKI FC Winds」を運営していたが1999年で廃部）2000年からL・リーグが東西2リーグ制に変更されたこともあって廃止となった。
2007年より「なでしこリーグカップ」が新設され、リーグカップが復活するも1回で一度廃止。2010年にプレナス協賛による「プレナスなでしこリーグカップ選手権大会」として復活した。

## 開催方式
| 年度       | 試合方式 |
| ---------- | --- |
| 1996- 1998 | - L・リーグ10チームを東西5チームずつ1回総当り - 各組2位までの4チームが決勝トーナメント（96年と97年は3位決定戦あり）に進出 |
| 1999       | - 東日本は6チーム1回総当りで上位2チームが決勝トーナメント進出 - 西日本は8チームをA、B4チームずつ1回総当りの1次リーグと、各組上位2チームずつによる準決勝上位リーグ、下位2チームずつは準決勝下位リーグにそれぞれ回り2回総当りを行い順位を決定。上位リーグの上位2チームが決勝トーナメント（3位決定戦あり）に進出 |

- 1999年度はL・リーグのほか地域チームも参加した。特に西日本リーグは、いずれもL・リーグ所属チームのサテライト組織が参加した。

東日本リーグ：6チーム
- - L・リーグ　NTVベレーザ、OKI FC Winds、浦和レイナスFC、日本体育大学女子サッカー部
  - 地域チーム　YKK東北女子サッカー部フラッパーズ、東京都国体選抜

西日本リーグ：8チーム
- - L・リーグ　プリマハムFCくノ一、松下電器パナソニックバンビーナ、宝塚バニーズレディースサッカークラブ、田崎ペルーレFC
  - 地域チーム　プリマハムFCフロイライン、パナソニック・ラガッツア、宝塚バニーズFCジュニア、神戸FCレディース
- グループリーグは90分（45分ハーフ）のみの対戦で、同点の場合引き分けとする。勝ち点は勝ち3点、引き分け1点、負け0点。
- 順位の決定方法は勝ち点→得失点差→総得点（以上多い方）→総失点（少ない方）→直接対決の成績→決定戦（必要と認めた場合のみ。行わない場合は抽選）
- 決勝トーナメントは90分で決着が付かない場合は15分ハーフのVゴール方式延長戦→それでも決定しない場合はPK合戦で勝者を決定する。

## 結果
| 回 | 年度   | 大会名称              | 優勝               | 結果                 | 準優勝                          | 参加チーム数 |
| -- | ------ | --------------------- | ------------------ | -------------------- | ------------------------------- | ------------ |
| 1  | 1996年 | OKI L・リーグカップ96 | 読売西友ベレーザ   | 0 - 0 aet (PK 4 - 3) | プリマハムFCくノ一              | 10           |
| 2  | 1997年 | OKIカップ L・リーグ97 | プリマハムFCくノ一 | 3 - 0                | 読売西友ベレーザ                | 10           |
| 3  | 1998年 | OKIカップ L・リーグ98 | プリマハムFCくノ一 | 2 - 1                | 松下電器パナソニック バンビーナ | 10           |
| 4  | 1999年 | L・リーグカップ99     | NTVベレーザ        | 1 - 0                | プリマハムFCくノ一              | 14           |

## クラブ別成績
| クラブ名                        | 優勝 | 準優 | 優勝年度  | 準優勝年度 |
| ------------------------------- | ---- | ---- | --------- | ---------- |
| プリマハムFCくノ一              | 2    | 2    | 1997,1998 | 1996,1999  |
| 日テレ・ベレーザ                | 2    | 1    | 1996,1999 | 1997       |
| 松下電器パナソニック バンビーナ | 0    | 1    |           | 1998       |

### 男子の公式戦
- J1リーグ・J2リーグ・J3リーグ
- Jリーグカップ
- 天皇杯

### 女子の公式戦
- なでしこリーグ
- なでしこリーグカップ
- 皇后杯

### 参考
- なでしこスーパーカップ
- なでしこリーグオールスター